# Pride FC: Fighting Championships
Pride FC: Fighting Championships est un jeu vidéo d'arts martiaux mixtes (MMA) conçu par Anchor et distribué par THQ. Le jeu est sorti le 2 février 2003 au Japon, le 11 février 2003 en Amérique du Nord et le 11 avril 2003 en Europe sur la console PlayStation 2.
Basé sur l'organisation japonaise de MMA / Mixed Martial Arts (maintenant défunte) Pride FC pour la PS2 regroupe des combattants experts en divers styles d'arts martiaux sous les règles du Pride.  Pride FC est le premier jeu représentant la fédération qui a connu énormément de succès avant sa fermeture en 2007.

## Règles du jeu Pride FC
Les actions suivantes sont considérées comme illégales.
1. Pas de coup de tête, pas d'attaque aux yeux, pas de tirage de cheveux, pas de morsure, pas de doigt dans les orifices.
2. Pas d'attaque à l'aîne
3. Pas de coups (de poing, de pied, de coude) à l'arrière de la tête (région occipital et cervicales). Les parties latérales de la tête et autour des oreilles ne sont pas considérées comme interdites.
4. Pas de manipulation des petites articulations (nécessité de contrôler au moins quatre doigts ou quatre orteils).
5. Pas de coup de coude à la tête ni à la face.
6. Pas de projection intentionnelle de l'adversaire hors du ring.
7. Ne pas sortir intentionnellement du ring.
8. Ne pas tenir les cordes intentionnellement. Ne pas poser un bras ou une jambe sur les cordes. S'accrocher aux cordes donne lieu à un avertissement immédiat.
9. Pas de coup de pied ou de genoux à la tête ou à la face d'un adversaire qui tombe la tête en avant.
10. Pas d'application d'huile, onguent, spray, vaseline, crème de massage ou n'importe quelle substance à la peau avant et pendant le combat. L'enfreint de cette règle entraine une disqualification.

Les combattants doivent porter des gants ouvert sanctionné par l'organisation.

### Durée des matchs
La plupart des matchs du Pride sont découpés en 3 rounds (il est possible de modifier le nombre de rounds) par défaut le jeu est présenté sous la forme traditionnelle Pride FC :
- Round 1  - 10 minutes
- Round 2  - 5 minutes
- Round 3  - 5 minutes

Il y a 2 minutes de repos entre chaque round.

### Façons de remporter un match
Deux concurrents disputent le match dans un ring de taille 7 mètres sur 7 
1. Ippon : Pour signaler son abandon, le concurrent tape la main trois fois sur la toile ou sur son opposant.
2. KO : Quand un concurrent est rendu inconscient lors d'un combat.
3. Décision : Si le match va jusqu'au bout du temps impartis (20 minutes), les trois juges donnent leur décision pour déterminer le vainqueur. Les critères sont : les efforts fournis pour finir le match par KO ou soumission, les dégâts physiques donnés à l'adversaire, les combinaisons debout et le contrôle au sol, l'agressivité et le poids (s'il existe une différence de plus de 10 kg/22lbs). Ces critères sont listés par ordre d'importance. Les juges considèrent le match entier et pas les trois rounds séparément.

## Roster
Ceci est le Roster de Pride FC pour la  PlayStation 2 classé selon les catégories de poids disponible. (Heavyweight, Middleweight, Welterweight)

### Combattants

#### Poids lourdsÉgal ou supérieur à93kg
- Antonio Rodrigo Nogueira Art martial : Brazilian Jiu-Jitsu
- Don Frye Art martial : Wrestling
- Enson Inoue Art martial : Brazilian Jiu-Jitsu
- Gary Goodridge Art martial : Arm-Wrestling
- Gilbert Yvel Art martial : Kick Boxing/Muay Thai
- Heath Herring Art martial : Sambo
- Kazuyuki Fujita Art martial : Catch Wrestling
- Nobuhiko Takada Art martial : Catch Wrestling
- Semmy Schilt Art martial : Karate
- Tom Erikson Art martial : Wrestling

#### Poids moyens84kgà93kg
- Akira Shoji Art martial : Judo
- Alexander Otsuka Art martial : Catch Wrestling
- Allan Goes Art martial : Brazilian Jiu-Jitsu
- Daijiro Matsui Art martial : Catch Wrestling
- Dan Henderson Art martial : Wrestling
- Guy Mezger Art martial : Submission Wrestling
- Ken Shamrock Art martial : Free Fight
- Murilo "ninja" Rua Art martial : Muay Thai
- Renzo Gracie Art martial : Brazilian Jiu-Jitsu
- Ricardo Arona Art martial : Brazilian Jiu-Jitsu
- Wanderlei Silva Art martial : Muay Thai

#### Poids welters74kgà83kg
- Carlos Newton Art martial : Jiu-Jitsu
- Kazushi Sakuraba Art martial : Catch Wrestling
- Royce Gracie Art martial : Brazilian Jiu-Jitsu

### Autres
- DJ Kei Grant Annonceur japonais
- Lenne Hardt Annonceuse Américaine
- Yuji Shimada Arbitre

## Bande-son
- Hakan Laid - Fill Me Up
- Plan 9 - Dead Boy Boogie
- Shadows Fall - Of One Blood
- Killswitch Engage - Prelude
- Killswitch Engage - Numb Sickened Eyes
- No Fun At All - Master Celebrator
- Carvin Knowles - Ye Te Hey
- Carvin Knowles - Kilminjaro
- Figs D.Music - Tonites the Night
- Jim Silvers - You gotta let all the girls
- Atari Teenage Riot - Revolution Action
- Tom Manche - Passing Lane
- 36 Crazyfists - Chalk White
- Dislocated Styles - Fire In The Hole
- Five Pointe O (en) - Breathe Machine
- Billy West - Warrior
- Mike Palm - Tiki Ti
- Darude - Sandstorm
- San Quinn - Balled out

## Accueil
- GameSpot : 8,1/10[1]
- IGN : 8/10[2]
- Jeux vidéo Magazine : 13/20[3]